# Энгвер, Николай Юрьевич
Николай Юрьевич Энгвер (1900, Курляндская губерния — 22 апреля 1938) — советский партийный и государственный деятель, руководитель органов госбезопасности Азербайджана, в 1937 году — начальник Каспийского пароходства.

## Биография
С 1926 г. по 1937 г. занимал должность начальника 6-го (морского транспортного) отдела УГБ НКВД Азербайджанской ССР. Летом 1937 года по ходатайству Первого секретаря ЦК АКП(б) М. Д. Багирова (от 15.07.1937) и по согласованию И. В. Сталина был назначен начальником Каспийского пароходства (Баку), где проработал вплоть до ареста 16 декабря 1937 года.
Был обвинён в совершении преступлений, предусмотренных частями 8 и 11 статьи 58 УК РСФСР (участие в контрреволюционной организации), осуждён в особом порядке, приговорён к высшей мере наказания и 22 апреля 1938 года расстрелян. Захоронен предположительно на специальном полигоне «Коммунарка» под Москвой.
21 октября 1957 года определением Военного трибунала Московского Военного округа полностью реабилитирован: решение Комиссии НКВД, Прокурора и Председателя Военной Коллегии отменено, дело прекращено за отсутствием состава преступления.

### Семья
Жена — Алиде-Якобине-Иоанна Вилхелмовна (Лидия Васильевна) Энгвер (урожд. Брезе) (9 февраля по ст.ст., 22 февраля по н.ст. 1896 г., Даугавпилс — 22 июнь 1981 г., Ижевск)
- дочь — Лилия Николаевна Энгвер, в замужестве Коппель, актриса, режиссёр телевидения (7 января 1921 г., Мурманск — 7 февраля 2000 г., Ижевск).
- сын — Энгвер Николай Николаевич, народный депутат Первого Съезда народных депутатов СССР.